# Akzhurek Tanatarov
Akzhurek Tanatarov (n. 3 septembrie 1986, Djambul, Kazahstan) este un luptător ce a reprezentat Kazahstan, medaliat olimpic. A participat la o ediție a Jocurilor Olimpice (2012) în care a câștigat o medalie de bronz.

## Participări
Lista de mai jos prezintă principalele competiții la care a participat Akzhurek Tanatarov de-a lungul carierei.
- wrestling at the 2012 Summer Olympics – men's freestyle 66 kg[*]